# Thomaskirchhof 21

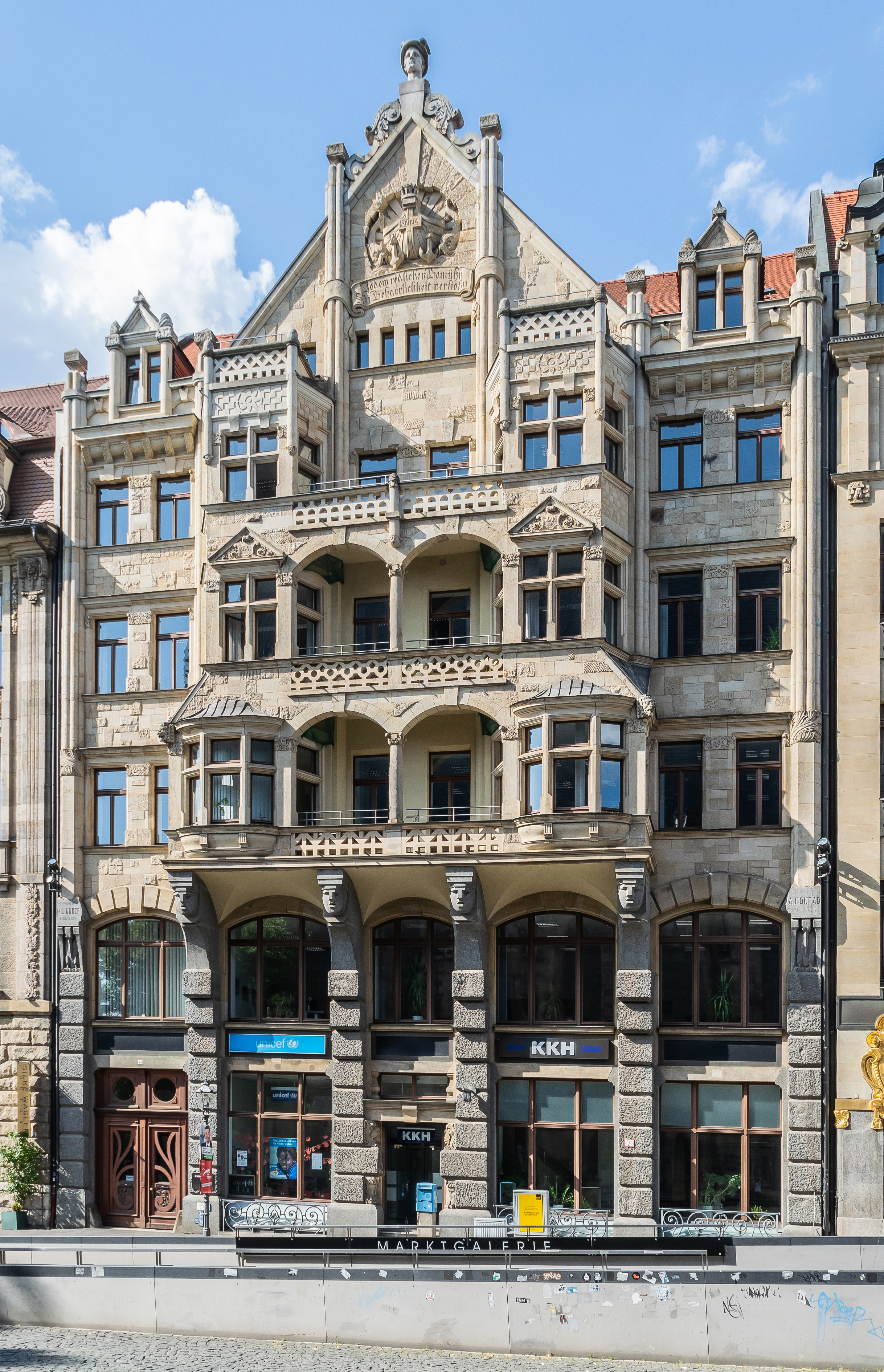
Das Wohn- und Geschäftshaus Thomaskirchhof 21 (2019)

Das Haus Thomaskirchhof 21 ist ein Wohn- und Geschäftshaus in der Innenstadt von Leipzig. Das Haus steht an der Nordseite des Thomaskirchhofs, dessen Häuser um die Thomaskirche im Uhrzeigersinn fortlaufend nummeriert sind. Es genießt Denkmalschutz.

## Geschichte

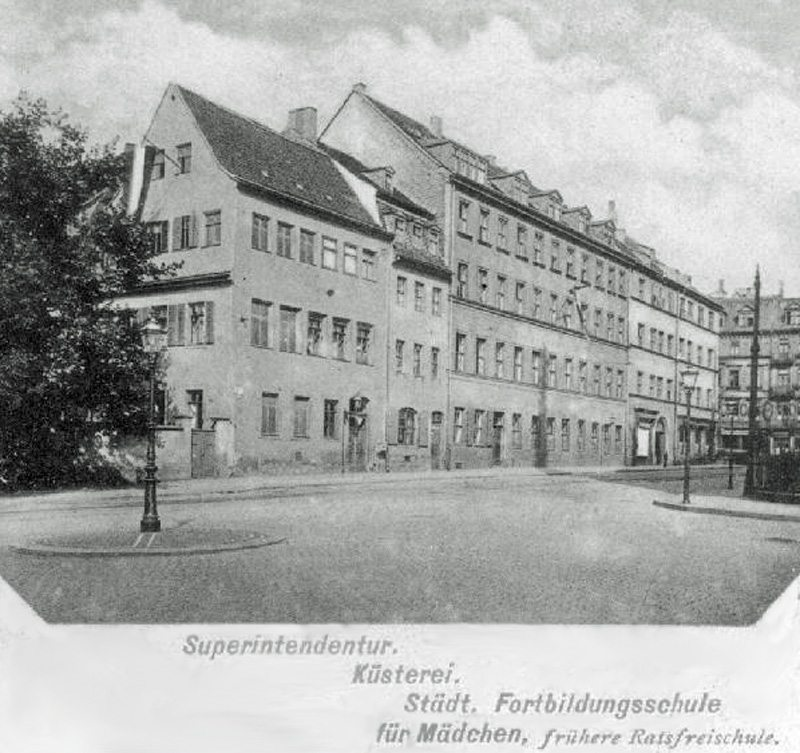
Die Bebauung vor dem Abriss um 1900

Durch die Säkularisation des Klosters St. Thomas im Zuge der Reformation fiel das Gelände um die Thomaskirche an den sächsischen Hof, von dem es die Stadt Leipzig erwarb. An der Nordseite des Kirchhofs entstanden mehrere Gebäude, darunter das sogenannte Consistorium mit kirchlichen Verwaltungseinrichtungen, in das von 1852 bis 1871 die Ratsfreischule einzog und anschließend die Fortbildungsschule für Mädchen. Um 1900 wurden sämtliche Gebäude der Nordseite des Kirchhofs abgerissen und drei große Geschäftshäuser errichtet, im Norden das Kaufhaus Ebert und im Süden das Bankhaus Meyer & Co.
Auf dem mittleren Grundstück (Nr. 21) erbaute der Maurermeister Friedrich Moritz Lindner nach Plänen des Leipziger Architekten Albin Conrad 1903/1904 ein Geschäftshaus. Bauherr dürfte der Erstbesitzer der Immobilie, der Kaufmann J. M. Barthel, gewesen sein. In seinem Besitz beziehungsweise dem seiner Erben blieb das Haus, bis es 1923 der Fabrikbesitzer Max von Bleichert für drei Jahre erwarb. Nach einer Preußischen Grundstücks-GmbH folgte 1933 die Kaufmännische Krankenkasse, die, nach der gegenwärtigen Nutzung des Ladenlokals zu urteilen, nach der Enteignung nach dem Zweiten Weltkrieg wieder Besitzer des Hauses ist.

## Architektur
Das Haus Thomaskirchhof 21 ist ein fünfgeschossiges Gebäude in geschlossener Bebauung auf rechteckigem Grund mit einem ausgebauten Dachgeschoss. Die Breite der mit Naturstein verkleideten Straßenfassade beträgt 20 Meter. Sie ist im Jugendstil gestaltet und mit Elementen des späten Historismus kombiniert.
Im Erdgeschoss befindet sich mittig der Ladeneingang, links der Hauszugang mit Durchfahrt zum Hof. Die Achsen von Erdgeschoss und erster Etage sind durch Bögen zusammengefasst. Ab der zweiten Etage erheben sich je zwei Erker, zwischen denen sich in zwei Etagen Loggien befinden, und in der oberen ein offener Balkon. In Dachhöhe tragen die Erker je noch einen Balkon. Dem Satteldach sitzt ein Zwerchhaus in Breite der Erkeranordnung mit einem geschmückten Dreiecksgiebel auf.
Den Dreiecksgiebel mit zwei vorgestellten Säulen ziert die Darstellung eines Schiffbugs mit dem Goethe-Zitat „Jedem redlichen Bemühn Sei Beharrlickeit verliehn“. Auf der Spitze steht eine Hermes-Büste mit Flügelhelm, die wie das Schiff das Metier des Bauherrn, den Handel, symbolisiert.
In Höhe der ersten Etage sind an den Rändern des Gebäudes die Namen des Architekten und des Baumeisters eingetragen.

Fassadendetails
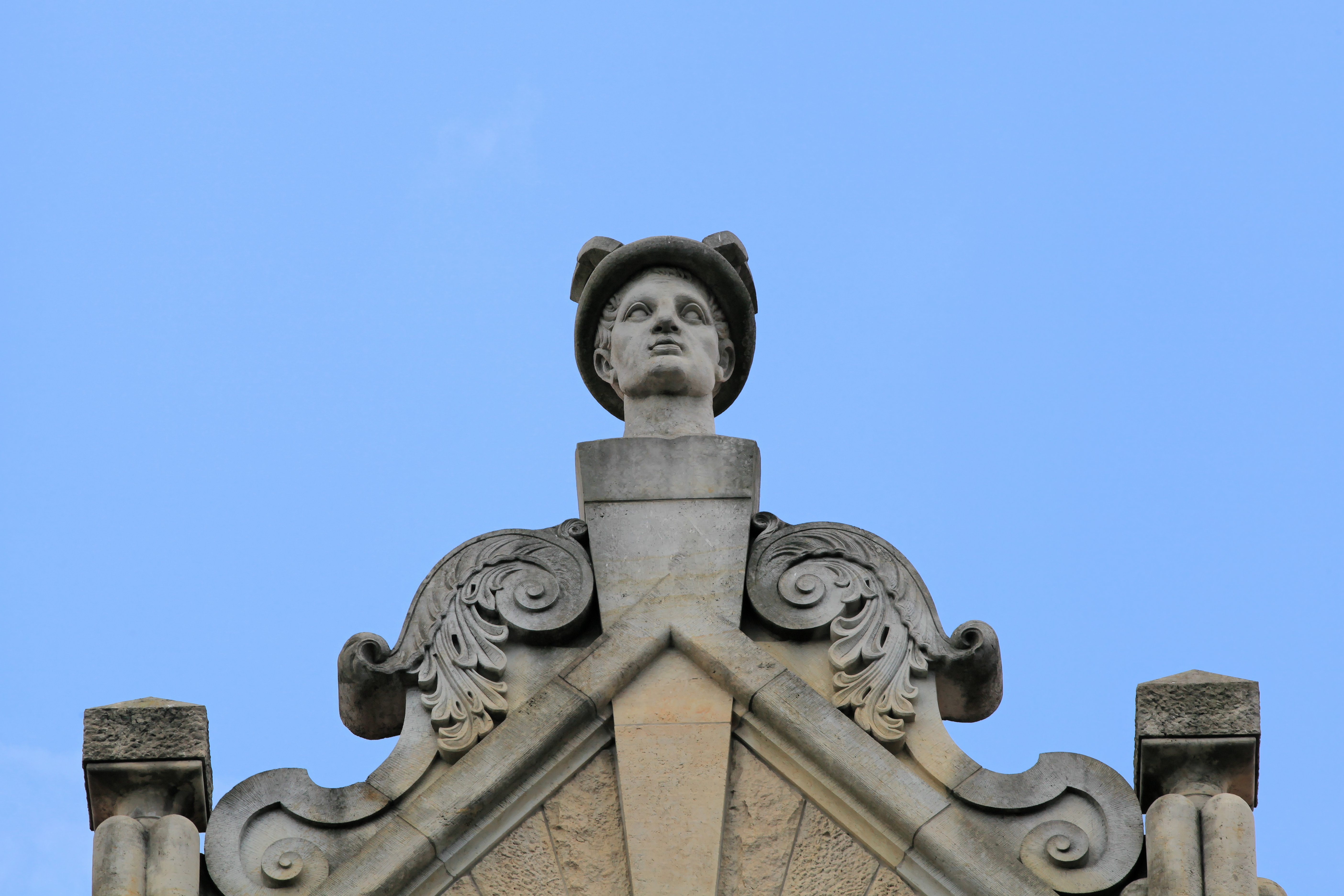
Hermesstatue mit Flügelhelm
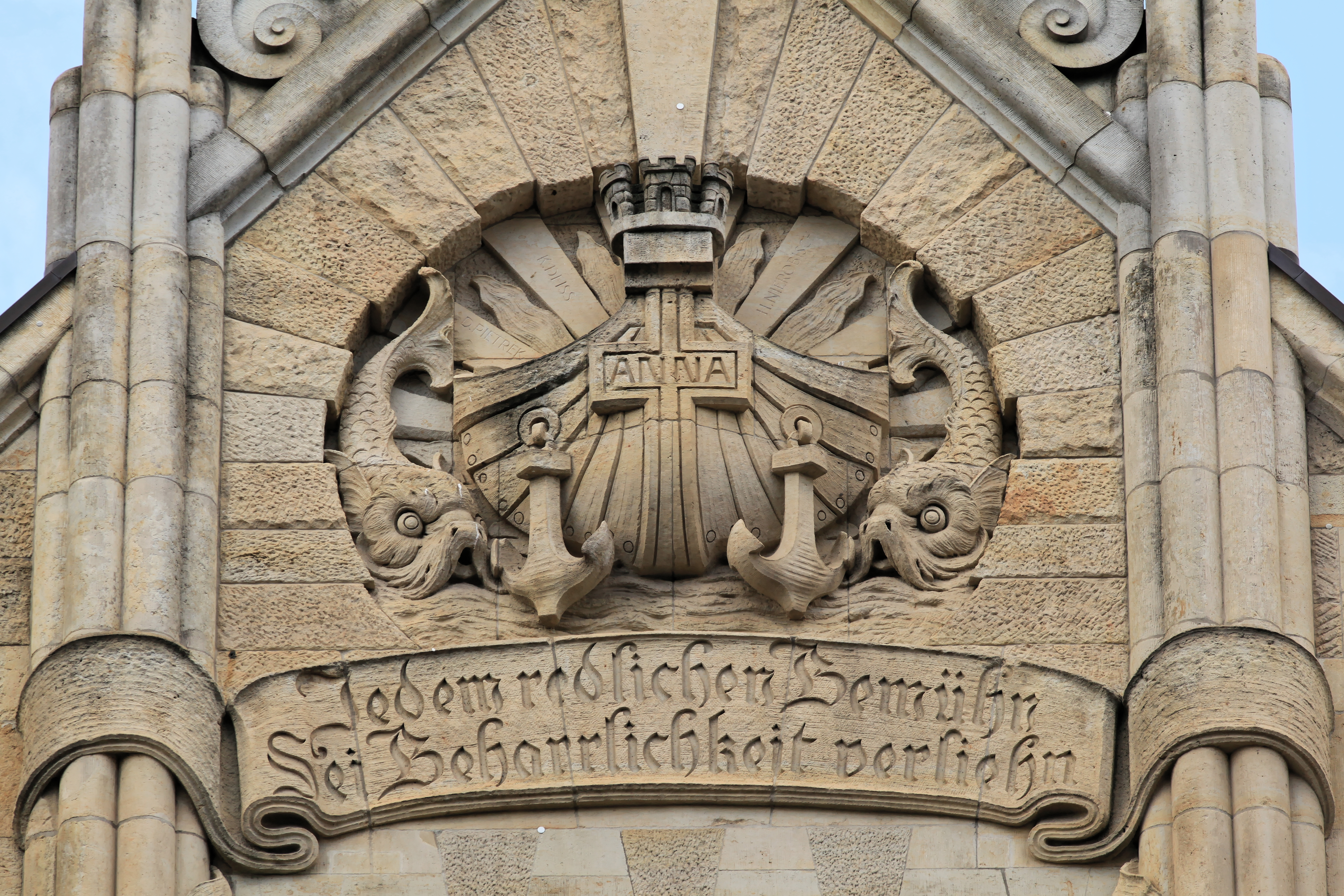
Schiffsbug „Anna“ mit Goethe-Sinnspruch
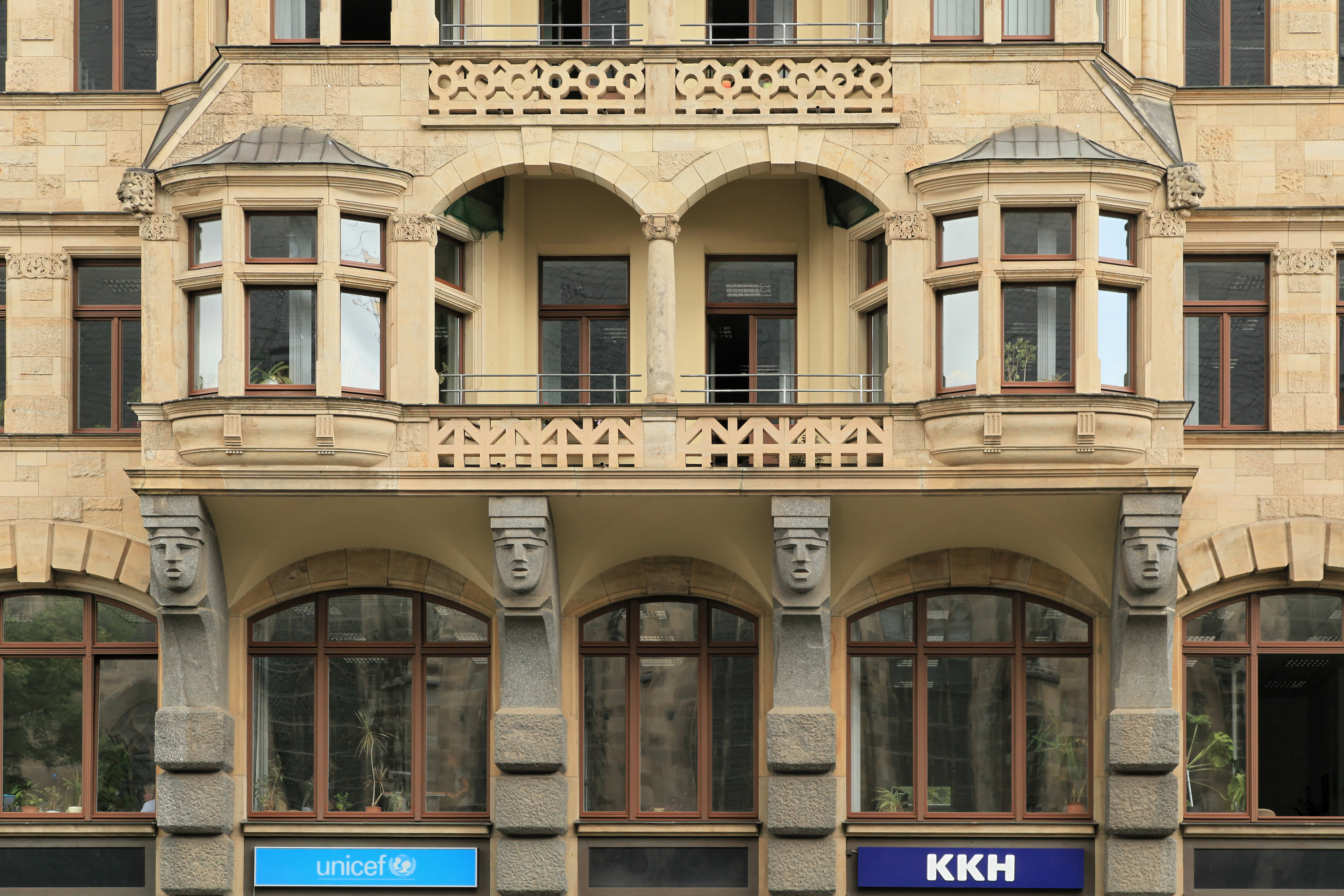
Doppelerker, dazwischen Loggien
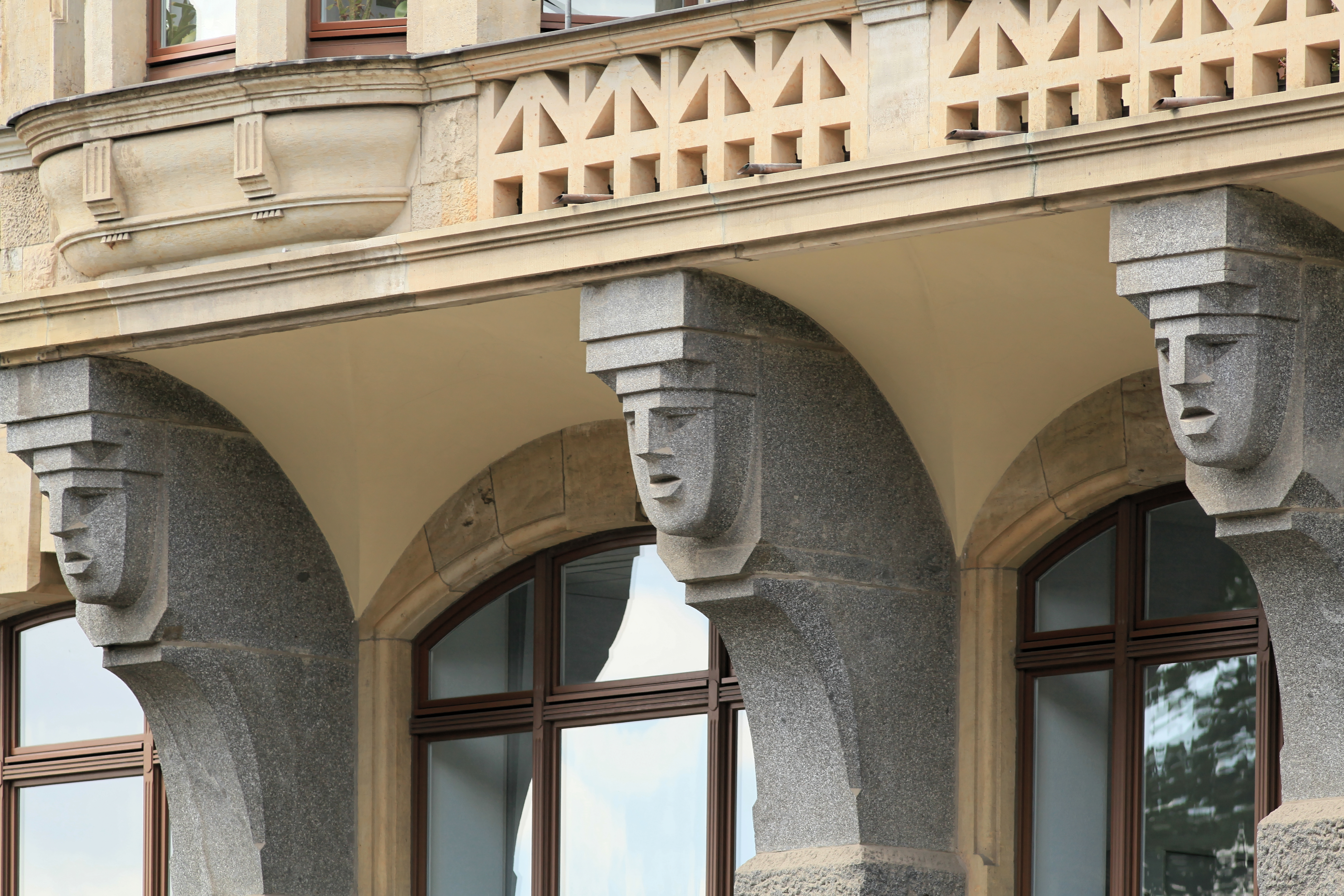
Rhythmisch wiederholte Bauplastiken
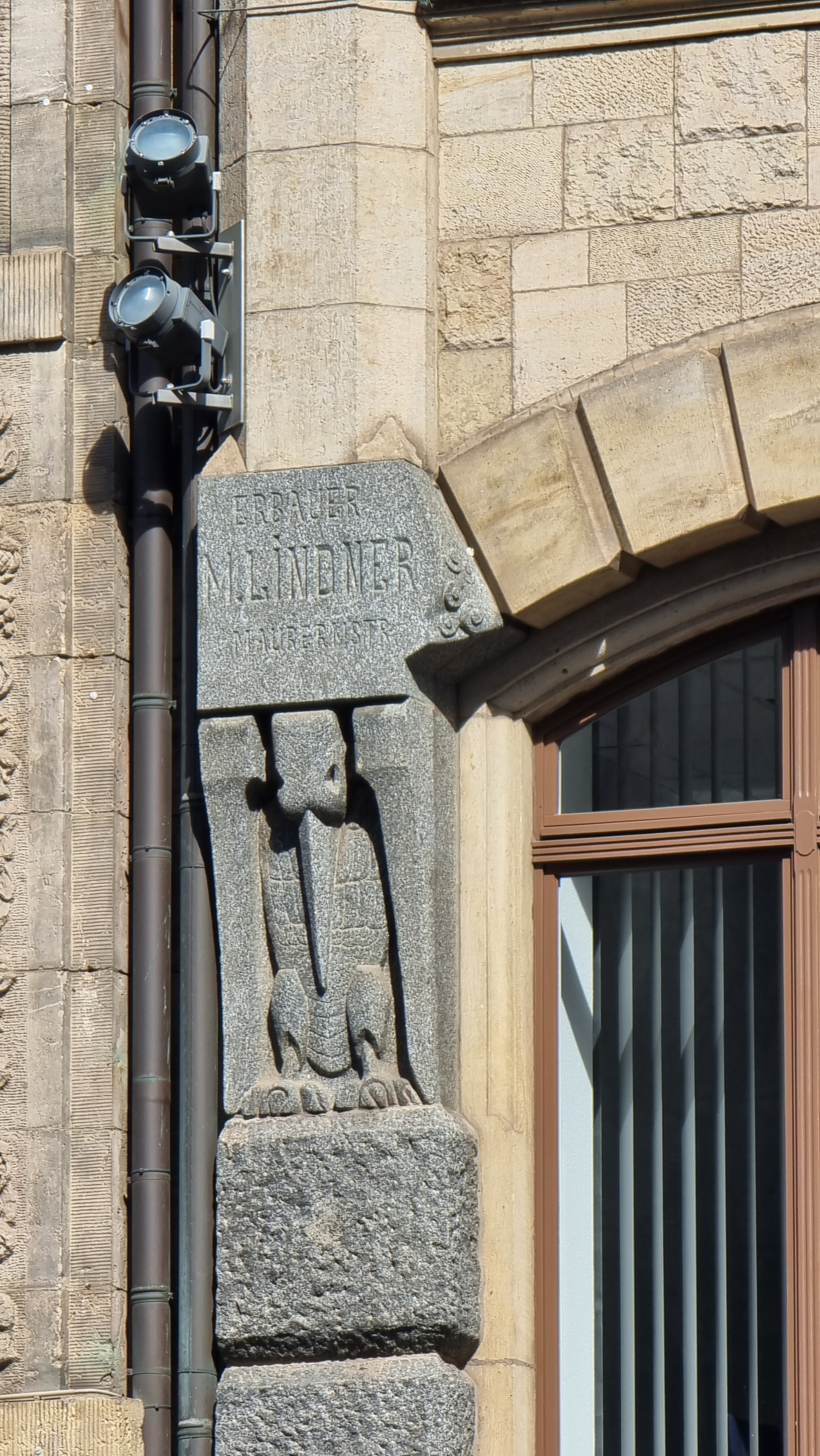
Inschrift „Erbauer M. Lindner Maurermstr“
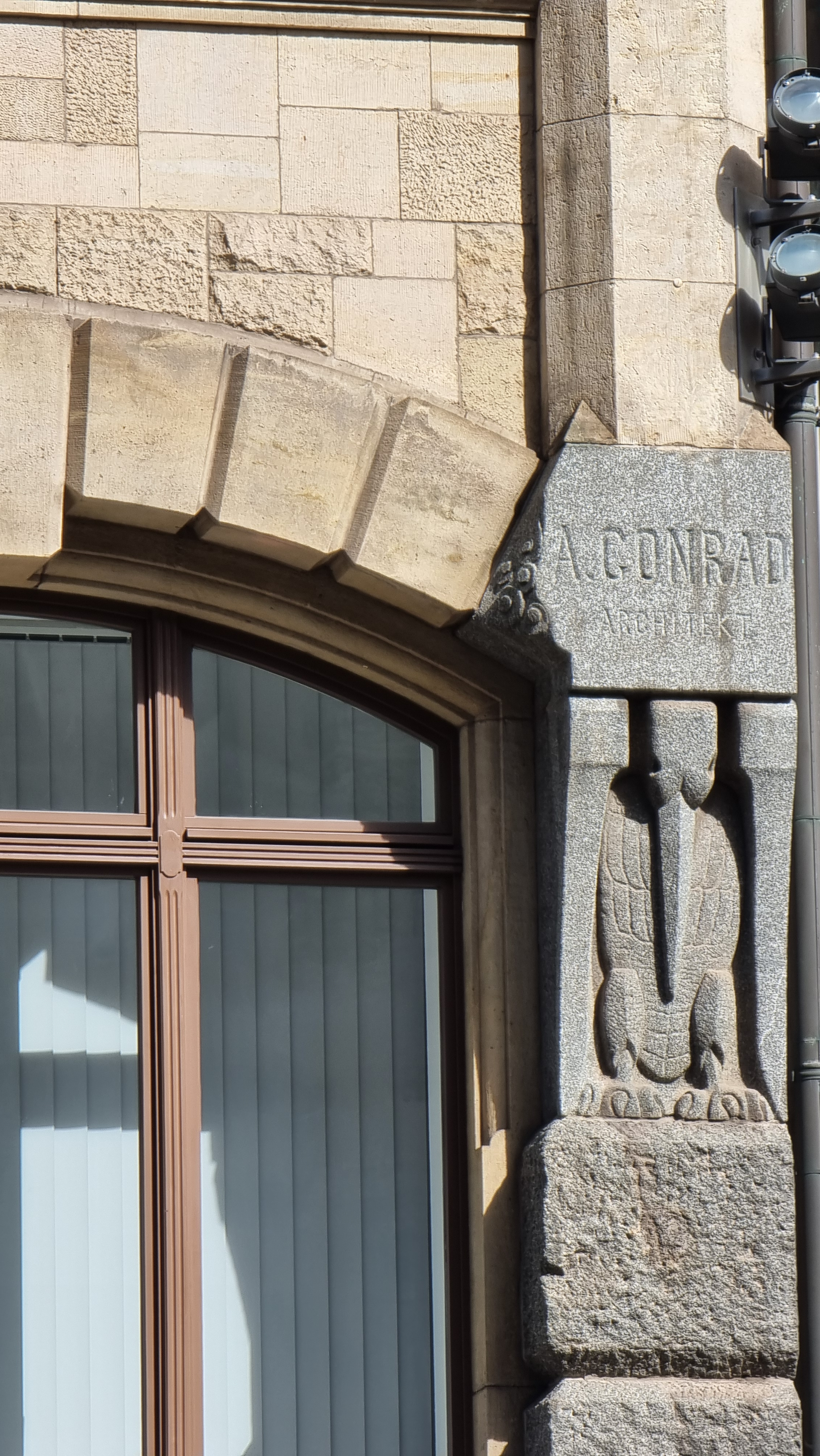
Inschrift „A. Conrad Architekt“